# ミゲル・アンヘル・ルビアーノ
ミゲル・アンヘル・ルビアーノ・チャベス（Miguel Ángel Rubiano Chavez、1984年10月3日 - ）は、コロンビア、ボゴタ出身の自転車競技（ロードレース）選手。

## 来歴
2005年
- ジロ・デル・ヴェネト B部門 総合優勝

2006年、チェラミカ・パナリア（後のコルナゴ - CSF・イノックス）と契約。
- ジロ・デ・イタリア 総合103位。

2008年、チェントリ・デッラ・カルツァトゥーナ - パルティザンに移籍。
- ツアー・オブ・スロベニア第1ステージを制したものの、当年8月23日、オクトパミンの陽性反応が出たため当該記録は取り消し。その後、国際自転車競技連合(UCI)より2年間の出場停止を提示されたが、処分未決につき2009年シーズンもレース活動を継続。そして2009年7月になって漸く、2008年8月から2009年2月までの半年間の出場停止処分が決定した[1]。

2010年、ベトネックスプレスズ・2000を経て、メリディアーナ・カメン・チームに移籍。
2011年、チームNIPPOに移籍。
- ツール・ド・熊野 総合2位
- ツール・ド・北海道 総合優勝、区間1勝（第4）

2012年、アンドローニ・ジョカットーリに移籍。
- ジロ・デ・イタリア
  - 区間1勝（第6）